# 柯尼斯堡戰役
柯尼斯堡戰役（德語：Schlacht um Königsberg），又稱柯尼斯堡攻勢，是二戰期間東普魯士攻勢的最後一次行動。在四天的城市戰中，蘇軍的波羅的海第1方面軍和白俄羅斯第3方面軍攻占了柯尼斯堡市，即現在的俄羅斯的加里寧格勒。圍攻始於1945年1月下旬，當時蘇軍最初包圍了這座城市。為了控制柯尼斯堡與皮勞港之間的陸路連接，在此期間發生了激烈的戰鬥，但到1945年3月，柯尼斯堡已在東線主線後方數百公里處。4月9日，德國駐軍因為為期三天的進攻使無法抵抗，於是後向蘇軍投降，戰鬥隨之結束。